# 津田内匠
津田 内匠（つだ たくみ、1929年 - 2021年2月25日）は、日本の経済思想史家、経済学者。専門はフランス古典経済学。一橋大学名誉教授。元経済学史学会代表幹事。

## 来歴
東京商科大学（現一橋大学）卒業。大塚金之助ゼミ出身。良知力はゼミの1期先輩。1993年に一橋大学経済研究所教授を定年退官し、一橋大学名誉教授の称号を受け、同年から1995年まで経済学史学会代表幹事を務めた。指導学生に山崎耕一、森村敏巳、岩本吉弘、御崎加代子など。2003年、フランスの国民産業奨励協会（Société d'Encouragement pour l'industrie nationale）よりその研究が認められ、シャプタル賞（Prix Chaptal）を受賞。2021年2月25日死去。叙正四位、瑞宝中綬章追贈。

## 著作

### 著書
- 『英仏古典経済学の交流の系譜にかんする研究』一橋大学 1981年
- 『1750年代のフランス経済学の動き : "Economistes"直前のeconomistes』一橋大学社会科学古典資料センター 1982年
- 『フランスの初期（18世紀）経済学雑誌の動向分析』一橋大学 1984年
- 『経済学の国際的伝播と相互影響 その歴史的展望』一橋大学 1989年

### 編書
- 『チュルゴの蔵書目録 : フランス国立図書館所蔵の手稿による』一橋大学経済研究所資料調査室 1974年
- Essay de la nature du commerce en général [Texte imprimé] / Richard Cantillon ; texte  manuscrit de la Bibliothèque municipale de Rouen, avec le texte de l'éd. originale de 1755 et une étude bibliographique par Takumi Tsuda.  Tokyo : Kinokuniya bookstore, 1979年.
- "Traités sur le commerce de Josiah Child, avec les Remarques inédites de Vincent de Gournay."一橋大学経済研究所 1983年
- "Mémoires et lettres de Vincent de Gournay"一橋大学経済研究所 1993年

### 訳書
- ジャック・テュルゴー著『チュルゴ経済学著作集』岩波書店 1962年
- リチャード・カンティロン著『商業試論』名古屋大学出版会 1992年

### 主な論文
- 「フランス革命と産業主義」『経済研究所年報（成城大学）』第3号　1990年
- 「フランス革命とフランス経済学」『経済研究（一橋大学経済研究所）』第41巻第1号　1990年
- 「デスチュ・ドゥ・トラシの産業主義」『経済研究（一橋大学経済研究所）』第44巻第3号　1993年